# Haunoldstein
Haunoldstein is een gemeente in de Oostenrijkse deelstaat Neder-Oostenrijk, gelegen in het district Sankt Pölten-Land (PL). De gemeente heeft ongeveer 900 inwoners. Het omvat de kadastrale gemeentes Eibelsau, Eidletzberg, Groß Sierning (ook wel aan elkaar geschreven als Großsierning), Haunoldstein, Osterburg, Pielachhäuser en Pottschollach.

## Geografie
Haunoldstein heeft een oppervlakte van 9,88 km². Het ligt in het noordoosten van Oostenrijk, ten westen van de hoofdstad Wenen en in de buurt van de deelstaathoofdstad Sankt Pölten.

### Aangrenzende gemeenten
| Aangrenzende gemeenten | Aangrenzende gemeenten    | Aangrenzende gemeenten | Aangrenzende gemeenten | Aangrenzende gemeenten |
| ---------------------- | ------------------------- | ---------------------- | ---------------------- | ---------------------- |
| Dunkelsteinerwald      |                           |                        |                        | Hafnerbach             |
|                        |                           |                        |                        |                        |
| Loosdorf (B1)          | Markersdorf-Haindorf (B1) |                        |                        |                        |
|                        |                           |                        |                        |                        |
| Hürm                   |                           |                        |                        | Markersdorf-Haindorf   |

## Verkeer
Groß Sierning ligt aan de B1. In Pottschollach is een treinstation, dat aan de Westbahn ligt.
Altlengbach · Asperhofen · Böheimkirchen · Brand-Laaben · Eichgraben · Frankenfels · Gerersdorf · Hafnerbach · Haunoldstein · Herzogenburg · Hofstetten-Grünau · Inzersdorf-Getzersdorf · Kapelln · Karlstetten · Kasten bei Böheimkirchen · Kirchberg an der Pielach · Kirchstetten · Loich · Maria-Anzbach · Markersdorf-Haindorf · Michelbach · Neidling · Neulengbach · Neustift-Innermanzing · Nußdorf ob der Traisen · Ober-Grafendorf · Obritzberg-Rust · Perschling · Prinzersdorf · Pyhra · Rabenstein an der Pielach · Schwarzenbach an der Pielach · St. Margarethen an der Sierning · Statzendorf · Stössing · Traismauer · Weinburg · Wilhelmsburg · Wölbling
- Gemeinsame Normdatei: 4804111-7
- Virtual International Authority File: 247855208